# Miguel Ángel Blanco Garrido
Miguel Ángel Blanco Garrido (Ermua, 13 de maig de 1968 - Lasarte-Oria, 13 de juliol de 1997) fou un polític municipal basc, regidor d'Ermua (Bizkaia) per al Partit Popular entre els anys 1995 i 1997. Va ser segrestat el dia 10 de juliol de 1997 per tres membres del grup terrorista ETA, la qual exigia, a canvi de l'alliberament de Miguel Ángel Blanco, l'apropament cap a les presons del País Basc de tots els membres empresonats que es trobessin arreu del territori espanyol.
ETA donà tres dies al govern de l'Estat perquè accedís a la demanda que feien; en cas de negar-se o no accedir dins les 48 hores que donava ETA, l'assassinarien. El segrest de Miguel Ángel Blanco va generar una gran reacció social en contra d'ETA; tant dintre com fora d'Euskadi. Ciutats com Madrid, Barcelona, Zaragoza, Donostia-San Sebastián, Vitoria-Gasteiz; entre d'altres principals ciutats espanyoles van donar-se manifestacions contra el terrorisme d'ETA. A més, va donar-se per primer cop una reacció obertament en contra d'ETA dintre del País Basc i a les ciutats que vivien de seguit els actes terroristes d'ETA, aconseguint aplegar fins a 500.000 persones entre totes les manifestacions del dia 12 de juliol.
Finalment, Miguel Ángel Blanco fou trobat per dos homes a la localitat guipuscoana de Lasarte-Oria el mateix dia 12 de juliol, encara amb vida, tot i que finalment acabà morint a l'endemà a la Residència Sanitària de Nuestra Señora de Aránzazu.
La repercussió que va generar l'assassinat de Miguel Ángel Blanco fou d'encara més indignació dins la societat basca i espanyola; la qual exigí al govern espanyol que terminés amb la violència que s'estava vivint arreu d'Espanya. El Govern del Partit Popular, encapçalat per José María Aznar, i juntament amb el PSE-EE i el PSOE, començarien a treballar de manera conjunta que, amb la iniciativa de les forces nacionalistes basques, com l'EAJ-PNV, al setembre de 1998 començaria la gran treva d'ETA fins al 21 de gener de l'any 2000; coneguda com a Pacte d'Estella-Lizarra.

## Biografia
Miguel Ángel Blanco nasqué a la localitat d'Ermua (Bizkaia) el 13 de maig de 1968. Era fill d'emigrants gallecs, els quals, com molts altres gallecs i castellans, van trobar en la localitat d'Ermua un lloc per assentar-se i poder crear una família en terres basques.
Va llicenciar-se en Ciències Econòmiques l'any 1995 per la UPV, trobant poc després treball en l'empresa Eman Consulting com la seva primera feina dintre del sector de la consultoria. El món laboral, a més, el compaginà amb ser membre d'una banda de música que actuava a nivell local (coneguts com a Poker); com també amb la tasca política, ja que l'any 1995 va afiliar-se a Nuevas Generaciones, les joventuts del Partit Popular, i el mateix any va aconseguir ser escollit edil de la seva vila natal, Ermua, pel mateix partit.

## Context sobre el terrorisme d'ETA des del 1968 fins al 1997
ETA fou una organització terrorista que, tot i començar les seves activitats durant la dècada dels anys cinquanta del segle xx, no seria fins a l'any 1968 quan començarien els atacs terroristes arran de l'assassinat de l'agent de la Guàrdia Civil José Antonio Pardines a mans de Txabi Etxebarrieta a Villabona-Amasa (Gipuzkoa) i del cap policial Melitón Manzanas.
Des d'aquest punt, ETA va començar una espiral de violència que, cap a la meitat de la dècada dels 90 del segle passat, havia atemorit gran part de la societat basca i espanyola, la qual vivia amb la por de ser víctima d'un atemptat terrorista. I és que, aquesta lluita que havia començat com vindicació contra la dictadura franquista, amb l'establiment de la democràcia va portar al segrest i l'extorsió a la societat civil; duent a terme segrests i assassinats, com el de Yoyes, que va presentar-se a diaris importants com El Correo Español - El Pueblo Vasco, en paraules de Kepa Aulestia, com que "El asesinato de “Yoyes” horrorizó a quienes imaginaban líneas rojas que ETA no traspasaría jamás, deplorando, pero explicándose, que matase a unos, porque iba de suyo, siempre que no acabase con la vida de otros. Durante años, una y otra vez, la ingenuidad homicida afloraba para sorprenderse ante los asesinos de quienes, al parecer, no debían constar en la lista correspondiente, mientras mostraba un desagrado de circunstancias frente a otros muertos”.

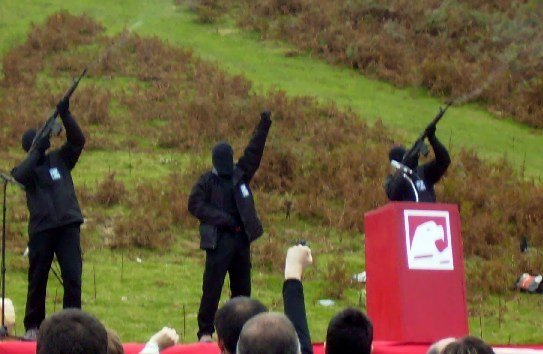
El símbol dels tres gudaris encaputxats va erigir-se com una de les principals senyes d'identitat d'ETA.

Cal tenir en compte també que, el context que es donaria el segrest i assassinat de Miguel Ángel Blanco el 1997, serà després de dues pèrdues per extorsions: l'alliberament de Cosme Delclaux al mes de novembre del 1996 i l'alliberament també, per part en aquest cas de la Guàrdia Civil, de José Antonio Ortega Lara després de 19 mesos de captiveri i quan la banda d'ETA havia volgut deixar-lo morir. A les pèrdues d'ostatges, també s'ha de sumar el fet que ETA, juntament amb el seu braç polític, Herri Batasuna; faran una forta tirada cap endavant dels seus tres estadis que volien aconseguir: apropar els presos d'ETA que l'Estat espanyol tenia repartits arreu del territori nacional, que es duguessin a terme un judici "just" pels seus gudaris (la denominació que empraven per referir-se als seus membres de la lluita armada) i, finalment, aconseguir independitzar Euskal Herria d'Espanya.
Aquesta tensa situació va portar a què, la cúpula d'ETA, decidís fer un pas al front en continuar la lluita armada al veure que el seu altaveu, provinent especialment dels actes terroristes, s'estava apagant. És per això que les principals teories que es tenen avui dia sostenen que ETA va segrestar Miguel Ángel Blanco seguint el patró que l'any 1976 va donar-se amb el segrest de l'empresari Ángel Berezadi. És a dir, el segrest d'un civil innocent que és près com ostatge per ETA per exigir-li al govern, en el cas de Berezadi encapçalat a la cartera d'Interior per Manuel Fraga Iribarne, l'apropament dels vora 500 presos d'ETA. En el cas de Berezadi, es sap que la cúpula d'ETA, que encara no estava consolidada i tenia la completa obediència per part dels comandos, va acabar optant per assassinar-lo com a mostra de represàlia contra el govern espanyol; tot i que també servia com a esporuguiment contra els membres de l'organització que es plantegessin desertar o trair-los.

## El seu segrest i assassinat
El segrest de Miguel Ángel Blanco, com s'ha anat introduint en l'apartat anterior, respon, principalment a la nova tècnica que empraria ETA: la coneguda com "socialització del patiment". En aquesta estratègia hi ha bàsicament dos punts: l'acompliment de totes les amenaces que ETA feia si no es proporcionava a l'organització allò que exhortava, i també fer imprevisibles els seus moviments, és a dir, atacar sectors de la població inesperats, en llocs inesperats amb una clara vocació que siguin impredecibles i indiscriminats.

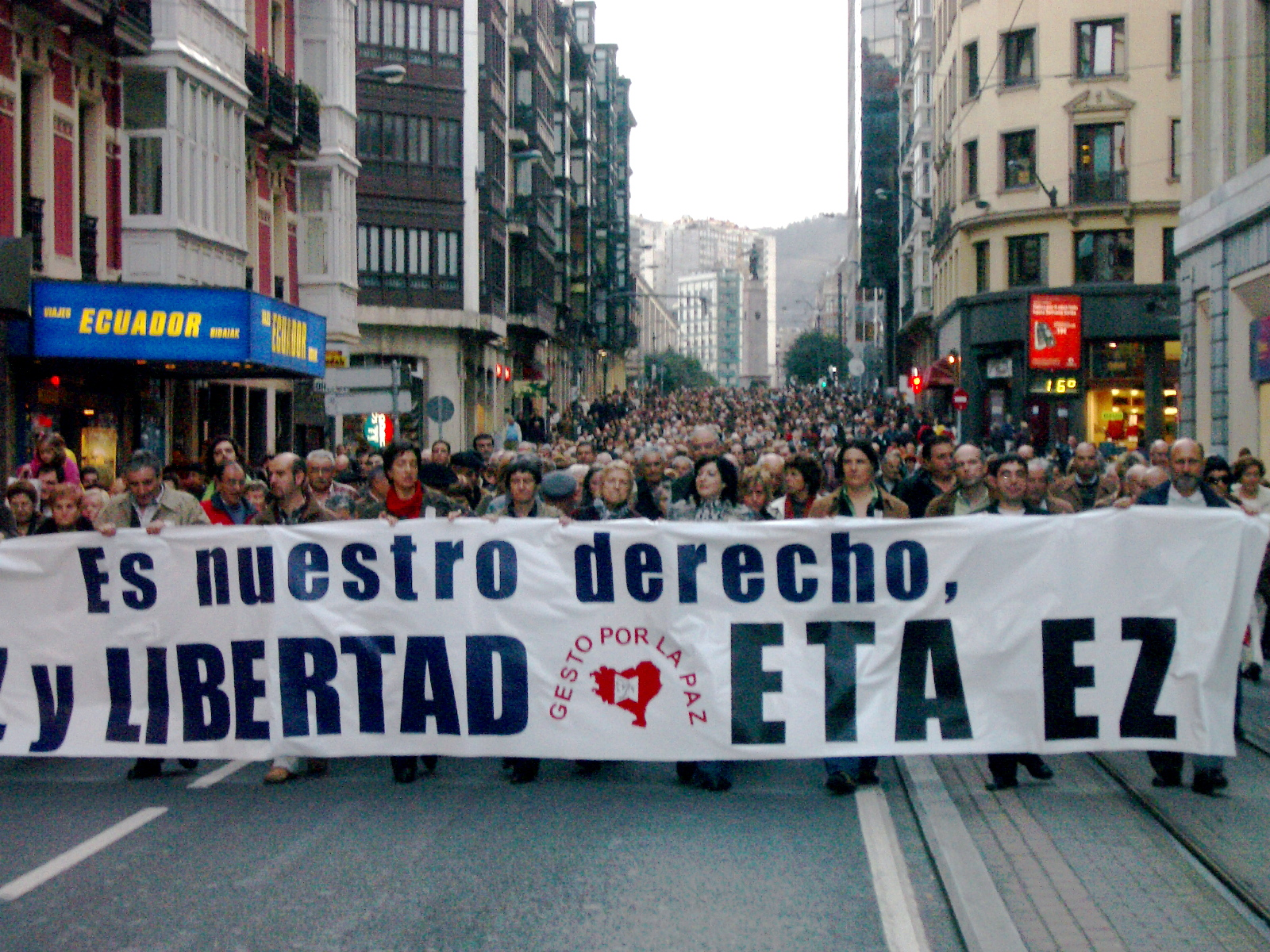
Van donar-se multitudinàries manifestacions contra ETA a les principals ciutats basques i espanyoles.

Miguel Ángel Blanco fou raptat per ETA el dia 10 de juliol de 1997 per, segons el sumari del cas que va portar l'Audiència Nacional l'any 2006, Francisco Javier García Gaztelu, àlies Txapote, Irantzu Gallastegi Sodupe, José Luis Geresta Mujika i la complicitat d'alguns edils d'Herri Batasuna a Ermua en el camí que feia des del seu domicili cap al tren que el portava tots els dies a treballar a l'empresa per la qual feia poc que havia començat a treballar, a Eibar (Gipuzkoa). Poc després de l'inici del segrest, ETA envià un comunicat que asseverava que tenien segrestat un jove edil d'Ermua que pertanyia al Partit Popular, i que exigia al govern de José María Aznar l'apropament dels presos d'ETA a les presons basques en 48 hores; en cas contrari, el matarien. Aquesta reclamació era la mateixa que feia any i escaig havien reclamat per alliberar Ortega Lara; tot i que les seves intencions ja es veien que no serien pas les mateixes que les que van tenir amb el funcionari de presons.
Ràpidament, el pànic i la indigació van apoderar-se de gran part de la societat basca i espanyola que, ja no només començava a estar tipa de la por present que es vivia arreu d'Espanya per culpa d'ETA; sinó que rebutjaven l'accionar d'ETA militar i l'ETA política, que mitjançant la seva premsa (com el diari Egin o el Deia) deshumanitzaven amb titulars com “Desaparece un concejal del PP” o mentien directament asseverant que "él había trabajado previamente en el comité ejecutivo del PP en Bizkaia" buscant justificar l'accionar del grup terrorista.
Aquesta indignació ràpidament va derivar en manifestacions a les principals ciutats de l'Estat; tot i que també van haver-hi milers de mostres de suport envers Miguel Ángel Blanco arreu de tot el territori espanyol, amb minuts de silenci a les places de gran part de municipis, durant les 48 hores que ETA va tenir segrestat el jove edil d'Ermua.
Finalment, el desenllaç d'aquest fet va arribar al migdia del dia 12 de juliol, cap als volts de l'hora límit de les 48 hores que va donar ETA al govern espanyol, quan dos homes van trobar-se'l abandonat als afores de Lasarte-Oria, encara viu, amb dues ferides de bala al clatell. Fou transportat a la Residència Sanitària de Nuestra Señora de Aránzazu de Donostia-San Sebastián, però acabà morint a les quatre de la matinada del següent dia 13.
Si ja el fet del segrest havia generat una gran indignació dins la societat espanyola del moment, l'anunci de la mort de Miguel Ángel Blanco va generar encara major crispació a la societat civil, que es llançà massívament als carrers de les principals ciutats espanyoles exigint justícia pel jove d'Ermua i la recerca d'una solució final al problema; fet que derivà en què part del jovent constitucionalista basc va començar a atacar grups de l'esquerra abertzale buscant depurar responsabilitats.

## Després de la mort: des de l'Esperit d'Ermuafins al Pacte d'Estella-Lizarra
L'assassinat de Miguel Ángel Blanco, com bé s'ha explicat en l'apartat anterior, va generar un gran sentiment de rebuig per la immensa part de la societat espanyola. Aquest sentiment va passar a conèixer-se com a Espíritu de Ermua, que acabà derivant en organitzacions civils les quals va dedicar-se al manteniment de la memòria de les víctimes del terrorisme; com, per exemple, va ser el cas de la Fundación Miguel Ángel Blanco.
Però la societat espanyola no només va quedar-se en aquest punt. A diferència dels altres fets, la indignació de la societat espanyola va arribar fins a un nivell que s'exigí que des de la política hi haguessin posicionaments; sobretot en clau basca. Intel·lectuals del món universitari va signar una declaració que finalment derivaria en el Fòrum d'Ermua: una associació de caràcter civil que es creà per recordar i vindicar la memòria i els drets de les víctimes del terrorisme viscut al País Basc.
La mobilització que s'estava gestant als carrers, ràpidament va derivar en declaracions polítiques. La més sonada fou la que realitzà la Lehendakaritza, en mans de l'EAJ-PNV, que com assenyalà Florencio Domínguez: "[La] movilización [de la sociedad española a raíz del asesinato de Miguel Ángel Blanco] fue  percibida  como  una  amenaza  no  desde  el  mundo  etarra,  sino  desde  el  nacionalismo  institucional,  que  temía  que  el  rechazo  a  ETA  se  tradujera  en  un  rechazo  al  nacionalismo  y  ello  provocara  un  cambio  de  mayoría  política  en  Euskadi.  El  miedo  a  perder  el  poder  como  consecuencia  de  una  reacción  de  hartazgo  ante  el  terrorismo  fue  la  causa  de  un  cambio  radical  en  el  seno  del PNV".

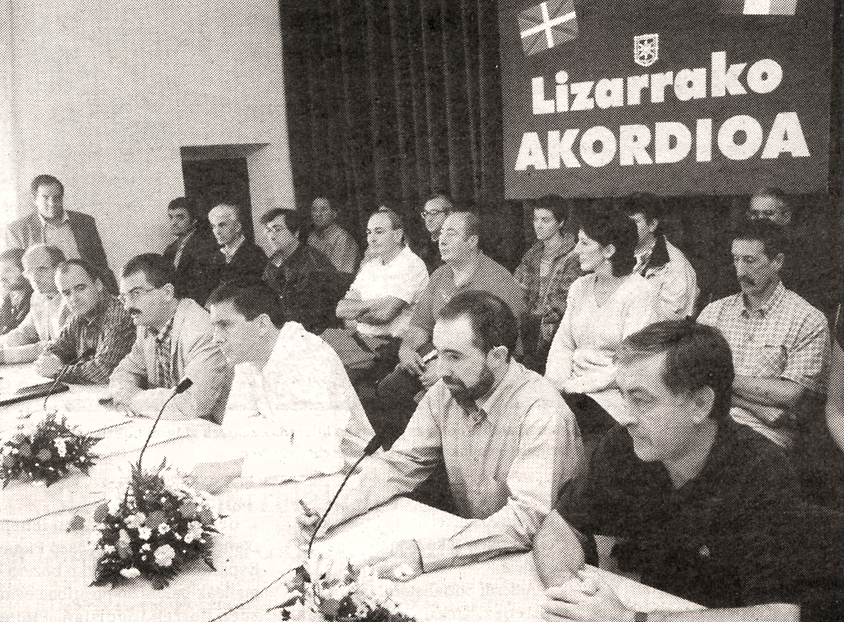
El Pacte d'Estella-Lizarra va suposar un gran avenç en la lluita antiterrorista, ja que suposà la primera gran treva d'ETA: des del 1998 fins al gener de l'any 2000.

ETA cada cop es veia més arraconada. L'estratègia del terror generalitzat i indiscriminat, per primer cop, no els havia funcionat. Molts sociòlegs han apuntat que aquest fracàs va deure's, en gran manera, a la pèrdua de l'efectivitat dels executaments d'ETA en relació amb el poder de negociació que podien tindre amb el govern espanyol per reclamar l'apropament dels presos d'ETA. Aquest fet, sumat a l'aïllament que l'EAJ-PNV havia gestat amb les forces constitucionalistes al Pacte d'Ajuria-Enea, va palesar la debilitat també dels braç polític i dels aliats polítics d'ETA; com Herri Batasuna (HB) o Euskal Herritarrok (EH).
Aquest aïllament, finalment, acabà forçant a ETA i la causa independentista basca a arribar a un pacte polític, on el govern de l'Estat estigués d'acord en buscar una pau no venjativa perquè ETA acabés amb l'espiral de violència que portava més de 800 morts; amb observadors internacionals (provinents, en aquest cas de la República d'Irlanda i part de l'IRA) i la mediació de les forces nacionalistes basques entre Estat i la cúpula d'ETA, separada entre Euskadi, Iparralde i Zúrich, on es trobava Mikel Antza, un dels caps d'ETA que negocià amb el govern espanyol.
Aquest pacte, conegut com a Pacte d'Estella-Lizarra, seria la solució que les faccions polítiques d'ETA veurien més factible per no generar més ràbia per part de la societat basca cap a la seva lluita. La treva, que durarà des del novembre de l'any 1998 fins al gener de l'any 2000, representaria els valors d'aquell Esperit d'Ermua creat arran de l'assassinat de Miguel Ángel Blanco: Herri Batasuna, Eusko Alkartasuna, Izquierda Unida i Euskal Herritarrok aconseguiren mantenir la pau dins la cúpula de l'ETA militar, fins que el recel constant i l'auge polític de les forces constitucionalistes a les eleccions autonòmiques basques de l'any 1999 acabaren portant al trencament unilateral, per part d'ETA militar, de la treva de 14 mesos; que es palesaria en l'assassinat del militar Pedro Antonio Blanco el 21 de gener de l'any 2000 a Madrid.